# 5056 Rahua
5056 Rahua eller 1986 RQ5 är en asteroid i huvudbältet som upptäcktes den 9 september 1986 av den belgiske astronomen Henri Debehogne vid La Silla-observatoriet. Den är uppkallad efter Rahua i Inkafolkets mytologi.
Asteroiden har en diameter på ungefär 7 kilometer.